# Trichopelma laselva
Trichopelma laselva is een spinnensoort uit de familie vogelspinnen (Theraphosidae). De soort komt voor in Costa Rica.